# Blütenblatt
Als Blütenblatt werden je nach Definition unterschiedliche Teile der Blüte der Bedecktsamigen Pflanzen bezeichnet.
Nach der weiteren Definition sind Blütenblätter alle Blätter der Blüte: die Teile der Blütenhülle, von Androeceum (Staubblätter) und Gynoeceum (Fruchtblätter).
Nach der engeren Definition sind Blütenblätter ausschließlich die Kronblätter.

## Belege
1. ↑  Manfred A. Fischer, Karl Oswald, Wolfgang Adler: Exkursionsflora für Österreich, Liechtenstein und Südtirol. 3., verbesserte Auflage. Land Oberösterreich, Biologiezentrum der Oberösterreichischen Landesmuseen, Linz 2008, ISBN 978-3-85474-187-9, S. 91.
2. ↑  Gerhard Wagenitz: Wörterbuch der Botanik. Die Termini in ihrem historischen Zusammenhang. 2., erweiterte Auflage. Spektrum Akademischer Verlag, Heidelberg/Berlin 2003, ISBN 3-8274-1398-2, S. 48, 238.